# Guusje Nederhorst
Pour les articles homonymes, voir Nederhorst.
Guusje Nederhorst, née Barbara Augustine Woesthoff-Nederhorst le 4 février 1969 à Amsterdam et morte le 29 janvier 2004 à La Haye, est une actrice, auteure-compositrice-interprète et chanteuse néerlandaise.

## Filmographie
Sauf indication contraire, les informations mentionnées dans cette section peuvent être confirmées par la base de données cinématographiques IMDb,  présente dans la section « Liens externes ».

### Téléfilms
- 1995-2001 : Baantjer : Mensje van Diepen
- 1996-1998 :Pittige tijden (nl) : Roos
- 1997 : All Stars (en) : elle-même
- 1999-2001 : Goede tijden, slechte tijden : Roos Alberts de Jager
- 1999-2004 : Spangen (nl)
- 2002 : Onderweg naar Morgen : Angela Bolhuys
- 2002-2003 : Bon bini beach (nl)

## Discographie

### Albums studios et posthumes
- 2006 : Beste Vriendjes - Voorleesverhalen, ft. Babette van Veen, Pip et Woezel
- 2009 : In De Tovertuin - Hoorspel, ft. De Wijze Varen, Katja Schuurman, De Zingende Tulpjes, Chantal Janzen, Willeke Alberti, Edwin Rutten, Bettina Holwerda, Yori Swart, Tante Perenboom, Pip, Koen Iking, Buurpoes, Babette van Veen, Woezel et Zonnetje[2]
- 2013 : Woezel en Pip: Sinterklaasliedjes!